# Anisozyga curvigutta
Anisozyga curvigutta là một loài bướm đêm trong họ Geometridae.